# Collège Durocher Saint-Lambert
 (juin 2011).
Si vous disposez d'ouvrages ou d'articles de référence ou si vous connaissez des sites web de qualité traitant du thème abordé ici, merci de compléter l'article en donnant les références utiles à sa vérifiabilité et en les liant à la section « Notes et références ».
Le Collège Durocher Saint-Lambert (CDSL) est une école secondaire privée mixte située sur la Rive-Sud de Montréal au Québec. Il a été créé en 1910 sous la forme du pensionnat de Saint-Lambert administré par la Congrégation des Sœurs du Saint Nom de Jésus et de Marie.

## Histoire
Le CDSL regroupe depuis 1992 deux pavillons situés sur la rue Riverside. Le pavillon Saint-Lambert, anciennement connu sous le nom de Couvent vert ou Couvent de Saint-Lambert, fut bâti de 1909 à 1910, année d'ouverture du pensionnat, par la Congrégation des Sœurs des saints Noms de Jésus et de Marie (SNJM). Par la suite, la construction du pavillon Durocher fut terminée en 1952.
Lors de la pandémie de la Covid-19 en 2020, les étudiants de 5e secondaire ont eu droit à une graduation respectant les mesures sanitaires au cinéparc de Saint-Eustache.

## Organisation
Le pavillon Saint-Lambert accueille les élèves du premier cycle du secondaire, soit la 1re et 2e secondaire et comporte près de 1000 élèves. Le pavillon Durocher accueille les élèves du deuxième cycle, soit la 3e, la 4e et la 5e secondaire et comporte près de 1500 élèves.

## Aide communautaire
Le CDSL est membre de plusieurs projets humanitaires. Il est membre des Écoles UNESCO et des établissements verts Brundtland, il a un comité Amnistie internationale et est partenaire de l'association Enfants Entraide.

## Sports
Le nom de l'équipe sportive du CDSL est l'Impact et comporte onze sports: l'athlétisme, le badminton, le basketball, le cheerleading, le flag football, le football, le golf, le hockey sur glace, la natation, le futsal et le volleyball.